# Retiro Las Alpacas Airport
Retiro Las Alpacas Airport är en flygplats i Chile.   Den ligger i provinsen Provincia de Linares och regionen Región del Maule, i den södra delen av landet, 300 km söder om huvudstaden Santiago de Chile. Retiro Las Alpacas Airport ligger 188 meter över havet.
Terrängen runt Retiro Las Alpacas Airport är platt. Närmaste större samhälle är Parral, 5,6 km väster om Retiro Las Alpacas Airport.
Trakten runt Retiro Las Alpacas Airport består till största delen av jordbruksmark. Runt Retiro Las Alpacas Airport är det ganska glesbefolkat, med 21 invånare per kvadratkilometer.